# Pteroglossus frantzii
Pteroglossus frantzii là một loài chim trong họ Ramphastidae.